# Podsosnowo
Podsosnowo (russisch Подсосново) ist ein Dorf (Selo) im Deutschen Nationalrajon der Region Altai im Süden Westsibiriens mit 2093 Einwohnern (2014).

## Geographie und Geschichte
Podsosnowo ist ein 1894 von den Aussiedlern aus dem Wolga-Gebiet gegründetes lutherisches Dorf. Es befindet sich 40 km nordöstlich von Slawgorod und gehörte vor 1917 zum Ujesd Barnaul im Gouvernement Tomsk (seit 1912 administratives Zentrum der Wolost Podsosnowo), in der Sowjetzeit lag es in der Region Altai, Rayon Slawgorod, Deutscher (Oktjabrskij) Rayon, Rayon Neu-Alexejewka. Zurzeit (Stand 2023): Deutscher Nationalrajon.
Das Dorf liegt 20 Kilometer vom Verwaltungszentrum Halbstadt des Deutschen Nationalkreises in der russischen Region Altai entfernt. Am Ende des 19. Jahrhunderts erschienen im Westen der Region Altai die ersten Aussiedler aus dem Wolga-Gebiet. Die deutschen Kolonisten, die Nachkommen der von Katharina der Großen nach Sibirien verwiesenen deutschstämmigen Fachleute, haben im Altai 1890 das Dorf Schönfeld und 1893 das Dorf Podsosnowo gegründet. 2018 hat das russlanddeutsche Dorf seinen 125. Jubiläum gefeiert.

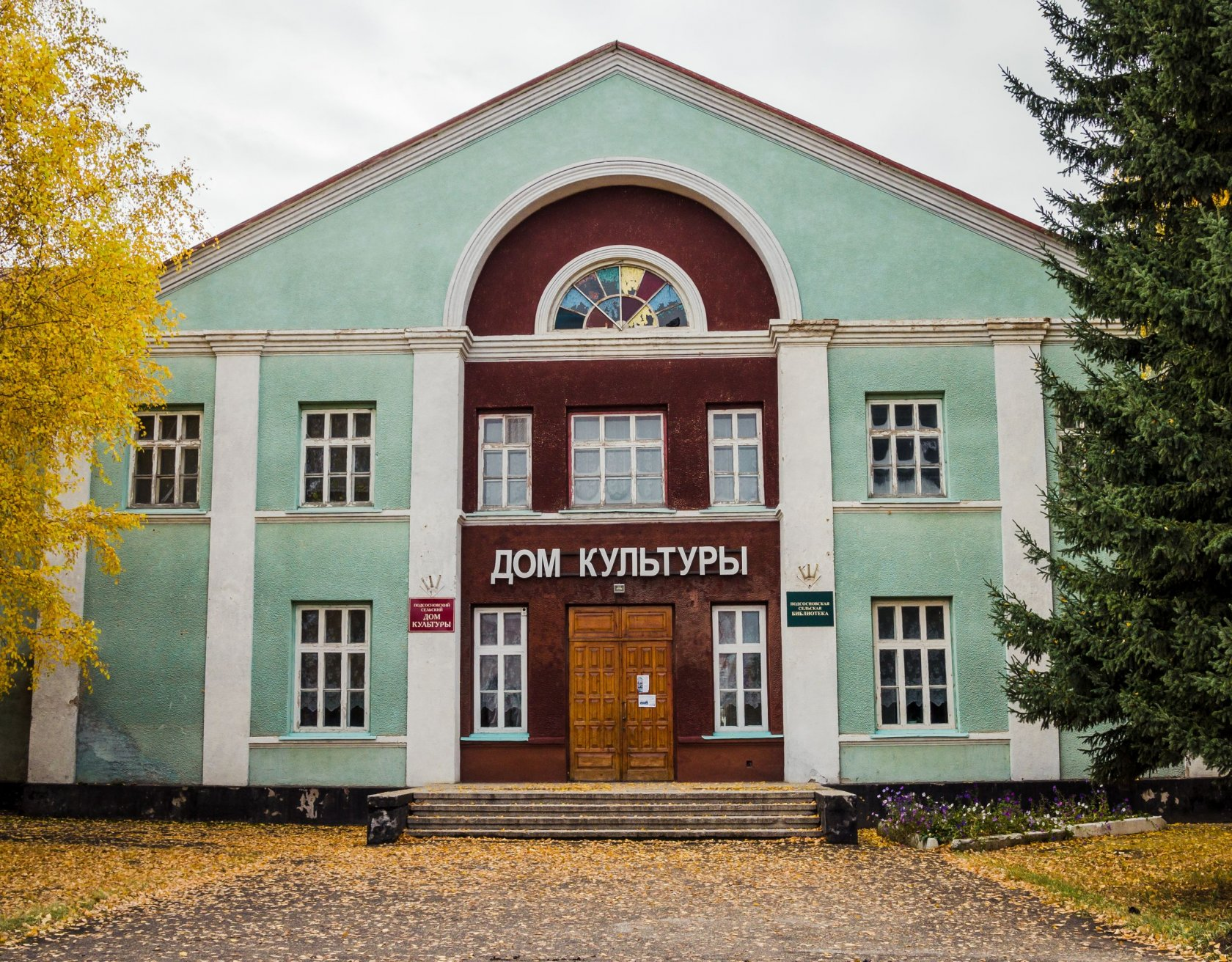
Kulturhaus Podsosnowo

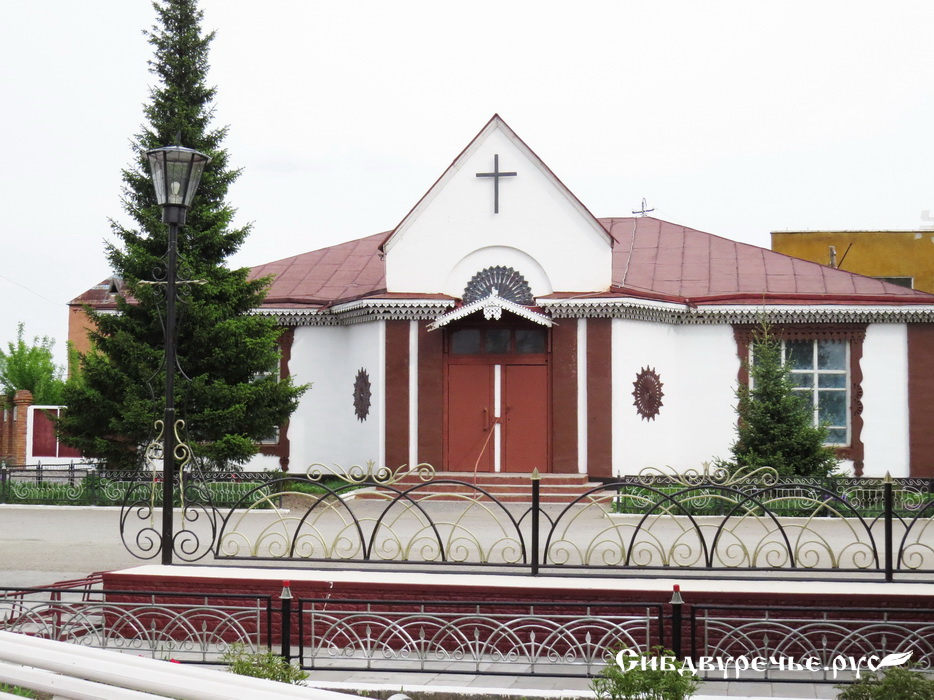
Lutherische Kirche

## Wirtschaft
Das Dorf gilt als Visitenkarte des Deutschen Nationalrajons der Region Altai. Hier entwickelten sich solche Produktionen wie Butterherstellung, Brauerei, Wurstherstellung, Konditorei und Pilzzucht. Besonders stolz sind die Dorfbewohner auf das Gestüt.

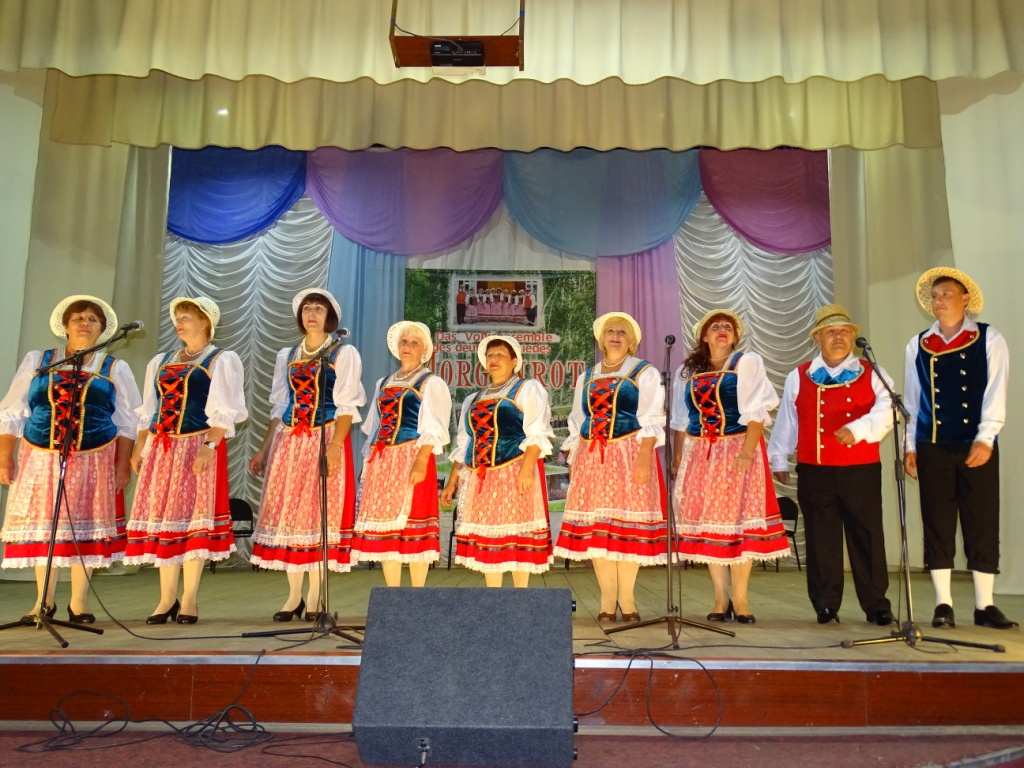
Folkloregruppe „Morgenrot“ aus dem Dorf Podsosnowo

## Sehenswürdigkeiten
Podsosnowo ist ein bekanntes Touristenzentrum der Region Altai. Die wichtigsten Sehenswürdigkeiten des Dorfes sind die Lutheranerkirche, ein Zentrum der deutschen Kultur, ein Verwaltungsgebäude, ein Hotel und verschiedene Denkmäler. Daneben gibt es einen Mini-Zoo, wo unter anderem Kamele, Ponys, Strauße und Pferde zu sehen sind. Ein Volks- und Heimatkundemuseum wurde in Podsosnowo zum 90-jährigen Bestehen der Ortschaft eröffnet.